# Эта Южного Креста
Эта Южного Креста (η Cru, Eta Crucis) — звезда в созвездии Южного Креста. Видимая звёздная величина 4.14m (видна невооружённым глазом). Звезду классифицируют как жёлто-белый карлик F2 V. Эта Южного Креста удалена на 64 световых года от Солнца.